# Kamenný most v Bílku
Silniční kamenný most se klene nad říčkou Doubrava v říčním km 71,45 v obci Bílek část města Chotěboř v okrese Havlíčkův Brod. Je kulturní památkou České republiky.

## Historie
Most byl pravděpodobně postaven ve 14. století. Podle legendy jej měl nechat postavit Karel IV., když tudy projížděl. V roce 1987 byl zapsán do Ústředního seznamu kulturních památek.
Silniční doprava je převedena na souběžnou silnici II/345, která má asi 25 metrů níže po proudu nový most. Kamenný most je na obou stranách uprostřed vozovky opatřen kamennými sloupky (patníky) proti vjezdu automobilů.

## Popis
Most je postaven z lomového kamene, má dva oblouky s půlkulatou klenbou s jedním mostním pilířem, který je proti proudu obloukovitě rozšířen. Most je široký tři metry a dlouhý dvanáct metrů. Na mostě je masívní dřevěné zábradlí. Na klenbách je částečná omítka. Vozovka je kamenná.